# Wet van Moseley
De wet van Moseley, genoemd naar Henry Moseley, beschrijft de zogenaamde Kα-lijn in het röntgenspectrum (d.i. de lijn die overeenkomt met de overgang van een elektron van de L-schil naar de K-schil).
In algemene vorm kan met deze wet ook de golflengte van de overige lijnen in het röntgenspectrum worden bepaald. De golflengte λ van de bij de overgang uitgezonden resp. geabsorbeerde röntgenstraling hangt af van het rangnummer Z van het betreffende element en is daardoor karakteristiek voor dat element.
In het algemeen geldt:
{\displaystyle f=f_{\mathbb {R} }\cdot (Z-K)^{2}\cdot \left({\frac {1}{n_{1}^{2}}}-{\frac {1}{n_{2}^{2}}}\right)}
Hierin is:
- {\displaystyle f_{\mathbb {R} }} de Rydbergfrequentie (3,289841 × 1015 s−1)
- Z het atoomnummer van het element
- K de afschermingsconstante (afscherming van de kernlading door de elektronen die zich tussen de kern het betreffende elektron bevinden)
- n1, n2  de hoofdkwantumgetallen van de beide toestanden (n1  binnenste schil, n2  buitenste schil)

{\displaystyle }
Voor de overgang van een elektron van de tweede schil (L-schil) naar de eerste schil (K-schil), de zogenaamde {\displaystyle K_{\alpha }}-overgang, geldt {\displaystyle K\approx 1}, en het overeenkomstige golfgetal is dan de wet van Moseley voor de {\displaystyle K_{\alpha }}-lijn:
{\displaystyle f_{K_{\alpha }}=f_{\mathbb {R} }\cdot (Z-1)^{2}\cdot \left({\frac {1}{1^{2}}}-{\frac {1}{2^{2}}}\right)=f_{\mathbb {R} }\cdot (Z-1)^{2}\cdot {\frac {3}{4}}}
Voor de L-overgang van een elektron uit de derde schil (M-schil) naar de tweede schil (L-schil) geldt {\displaystyle K\approx 7{,}4} en voor de K-overgang van een elektron uit de derde naar de eerste schaal geldt {\displaystyle K\approx 1{,}8}.